# Die Welt dreht sich verkehrt
Chansons représentant l'Autriche au Concours Eurovision de la chanson
Für den Frieden der Welt
(1994) Weil's dr guat got
(1996)
Die Welt dreht sich verkehrt est la chanson représentant l'Autriche au Concours Eurovision de la chanson 1995. Elle est interprétée par Stella Jones.
La chanson est la huitième de la soirée, suivant Núna interprétée par Björgvin Halldórsson pour l'Islande et précédant Vuelve conmigo interprétée par Anabel Conde pour l'Espagne.
À la fin des votes, Die Welt dreht sich verkehrt obtient 67 points et prend la treizième place sur vingt-et-trois participants.